# Leandro Listorti
Leandro Listorti (San Isidro, provincia de Buenos Aires, 26 de diciembre de 1976) es un director y guionista y programador argentino de cine.
Su trabajo en Herbaria le valieron dos nominaciones en la 71° edición de los Premios Cóndor de Plata a mejor dirección y mejor montaje.

## Biografía
Leandro Listorti nació en 1976 en Buenos Aires, Argentina. Tras graduarse en la Escuela de Cine, asistió a talleres con cineastas como Patricio Guzmán, Martín Rejtman y Pablo Reyero.
En 2010 terminó su primera película, Los jóvenes muertos, Mejor Película en Les Écrans Documentaires. Escribe en la revista Rolling Stone, da clases y desde 2005 es programador de cine en el Buenos Aires Festival Internacional de Cine Independiente (BAFICI). También ha trabajado como ayudante de dirección en varias películas.

## Filmografía

### Largometrajes
- Los jóvenes muertos (2010)
- La película infinita (2018)
- Herbaria (2022)

### Cortometrajes
- Fresno (2014)
- Sucesos intervenidos (2014)
- Montevideo (2015)
- Petit Daguerre (2018)

## Premios y nominaciones
| Año  | Premio                  | Categoría      | Película | Resultado | Ref.  |
| ---- | ----------------------- | -------------- | -------- | --------- | ----- |
| 2023 | Premios Cóndor de Plata | Mejor director | Herbaria | Pendiente | [ 2 ] |
| 2023 | Premios Cóndor de Plata | Mejor montaje  | Herbaria | Pendiente | [ 2 ] |